# Lilla Skilleråstjärnet
Lilla Skilleråstjärnet är en sjö i Munkedals kommun i Bohuslän och ingår i Enningdalsälvens huvudavrinningsområde.